# Negative Koordination
Negative Koordination bezeichnet eine Abstimmung zwischen Organisationseinheiten, bei welcher von der durchführenden Organisationseinheit lediglich geprüft wird, ob eine Entscheidungsvariante einen negativen Einfluss auf den Status quo oder die Interessen anderer Einheiten hat. Im Gegensatz zur positiven Koordination findet keine Prüfung möglicher optimaler Kombinationen statt, welche für alle Akteure den größtmöglichen Nutzen hat. Dadurch entsteht ein wesentlich geringerer Koordinationsaufwand, was die empirische Vorherrschaft dieser Koordinationsvariante begründet. Das Konzept der negativen bzw. positiven Koordination beruht auf der Arbeit von Fritz W. Scharpf.